# Carisius
Carisius war der Name eines römischen Geschlechts, das in der zweiten Hälfte des 1. Jahrhunderts v. Chr. durch nur zwei bekannte Mitglieder bezeugt ist. Titus Carisius fungierte um 45 v. Chr. unter Caesar als Münzmeister. Publius Carisius führte 25 v. Chr. als Feldherr des Augustus Krieg gegen die Asturer, nahm deren Stadt Lancia (20 km von León entfernt) ein und unterdrückte 22 v. Chr. eine Rebellion des unterworfenen spanischen Stammes.
In der Kaiserzeit sind zahlreiche Träger des nomen gentile Carisius inschriftlich bezeugt, doch gehörte keiner von ihnen dem Senatorenstand an. Eques war in augusteischer Zeit der Militärtribun Marcus Carisius Sex. f. Alpinus.